# Distretto di Gürün
Il distretto di Gürün (in turco Gürün ilçesi) è uno dei distretti della provincia di Sivas, in Turchia.